# 酒井広大
酒井 広大（さかい こうだい、1986年9月30日 - ）は、日本の男性声優。福岡県久留米市出身。アニモプロデュース所属。

## 来歴
小学生の頃に『ポケットモンスター』がブームであり、同作のアニメ版を見て、サトシ役の松本梨香の声を聴いて声優業に興味を持ち始めた。
高校卒業後はゲームが好きだったことから、ゲームクリエイターの仕事を目指そうとコンピューター系の専門学校に入っていた。
声優になる前はシステムエンジニアとして働いていた。元々はアニメやゲームが好きだったものの、高校時代は部活に打ち込んでいたためしばらくは遠ざかっていたという。システムエンジニアになってから、アニメを見るタイミングがあり、その気持ちを思い出して声優になることを決め、声優を目指そうと4年間働いてお金を貯めて、同企業を退職した。
同企業を退職後、上京しアーリートレーニングスタジオ（現在のWAHO學院）に入所。同養成所内オーディションに合格しAbility Soul Pro準所属となる。その後EARLY WING準所属となる。
テレビアニメ『カーニヴァル』にて声優デビュー。テレビアニメ『迷家-マヨイガ-』にて初主演。
2020年、第十四回声優アワードにてゲーム賞を受賞。
2022年4月30日をもって契約期間満了によりEARLY WINGを退所、フリー期間を経て、2023年5月1日、アニモプロデュースへの所属を発表。

## 人物
趣味・特技はバドミントンとゲーム。幼少期からゲーム好きで、「テイルズオブシリーズ」の大ファン。
マイブームはインターネットショッピング。洋服などを買っている。
好きな食べ物は納豆。
『ブレイブビーツ』で共演した水中雅章とはプライベートでも仲が良い。

## 出演
太字はメインキャラクター。

### テレビアニメ
2013年
- 絶対防衛レヴィアタン（男B）
- カーニヴァル（世話係）
- 世界でいちばん強くなりたい!（舞台監督）
- サムライフラメンコ（ミュージシャンB）

2014年
- pupa（有田、所員B、男A、医師B）
- 鬼灯の冷徹（新卒）
- selector infected WIXOSS（男子生徒）
- 普通の女子校生が【ろこどる】やってみた。
- 俺、ツインテールになります。（アルティロイド、エレメリアン、車掌）

2015年
- 美男高校地球防衛部LOVE!（生徒E）
- うたの☆プリンスさまっ♪ マジLOVEレボリューションズ（バンドメンバー）
- ブレイブビーツ（2015年 - 2016年、フラッシュビート）

2016年
- GOD EATER（職員）
- 迷家-マヨイガ-（光宗、スタッフ、光宗（子ども）、時宗（子ども））
- B-PROJECT〜鼓動*アンビシャス〜（役者）
- 91Days（警官）
- orange（友人達）
- ALL OUT!!（2016年 - 2017年、住吉道生、松山龍一郎）

2017年
- 王様ゲーム The Animation（藤岡俊之）

2018年
- 甘い懲罰〜私は看守専用ペット（八雲聖徳）- 通常版
- キャプテン翼（第4作）（2018年 - 2024年、来生哲兵、インメル、ルスト、ブレヒト、たかひろ、パルス 他） - 2シリーズ
- うちのウッチョパス（ウオジロウ）
- 百錬の覇王と聖約の戦乙女（周防勇斗）

2019年
- 五等分の花嫁（男子）
- ノブナガ先生の幼な妻（織田信永）
- 鬼滅の刃（和己）
- ぼくたちは勉強ができない（客A）
- 胡蝶綺 〜若き信長〜（斯波義銀）
- 放課後さいころ倶楽部（田中慎一郎）

2020年
- A3!（佐久間咲也） - 2シリーズ
- 社長、バトルの時間です!（男）
- 神之塔 -Tower of God-（コン）
- アルゴナビス from BanG Dream!（若草あおい）

2021年
- シャドーハウス（2021年 - 2022年、ジョン / ショーン） - 2シリーズ
- オッドタクシー（今井）
- ゾンビランドサガ リベンジ（佐賀県民C）
- 吸血鬼すぐ死ぬ（2021年 - 2023年、メドキ） - 2シリーズ
- 闘神機ジーズフレーム（リョウ・タカギ）
- TSUKIPRO THE ANIMATION 2（伊織）

2022年
- リーマンズクラブ（デザイナー）
- 異世界迷宮でハーレムを（若い騎士、騎士）
- BLEACH 千年血戦篇（死神）

2024年
- 終末トレインどこへいく?（三毛猫）
- 時々ボソッとロシア語でデレる隣のアーリャさん（2024年 - 2026年、丸山毅） - 2シリーズ
- 魔王軍最強の魔術師は人間だった（護衛C）
- ひとりぼっちの異世界攻略（不良F、コボルト、オークB、衛兵）
- 歴史に残る悪女になるぞ（男子生徒）
- 青のミブロ（会津藩士）

2025年
- 誰ソ彼ホテル（阿鳥遥斗）
- 俺は星間国家の悪徳領主!（男）

### 劇場アニメ
- 青鬼 THE ANIMATION（2017年、少年）
- 100日間生きたワニ（2021年、若者）
- 映画 オッドタクシー イン・ザ・ウッズ（2022年、今井）

### OVA
- 立山砂防・土砂との闘い〜世界に誇る防災遺産〜（2017年）
- 幽☆遊☆白書 TWO SHOTS（2018年、クラスメート）

### Webアニメ
- むすんでひらいて（2018年、古屋広呂[44]）
- がきたびっ!〜あけちの故郷編〜（2021年、ヒデ）

### ゲーム
2013年
- ソードアート・オンライン -インフィニティ・モーメント-
- キミドル〜キミのアイドル〜
- 魔女と百騎兵（ヤック）

2014年
- 学園K-Wonderful School Days-
- ソードアート・オンライン -ホロウ・フラグメント-

2015年
- ケイオスドラゴン 混沌戦争（バルバドス）
- 栽培少年（シュウ）
- Tree of Savior（男主人公）
- 灰色都市 32人の容疑者（御堂筋圭）
- 輝星のリベリオン（マーリン）
- 魔壊神トリリオン（アスタロス）

2016年
- クイズRPG 魔法使いと黒猫のウィズ（ブレド・クラフツ）
- 神獄塔 メアリスケルター（ジャック）
- 誰ガ為のアルケミスト（ネヴィル、ヴィクター）
- VIIDOG CODE -ヴィドッグ・コード-（小豆畑悠）
- BEAST Darling!〜けもみみ男子と秘密の寮〜（鷹宮京介）
- マジカルデイズ the Brats’s Parade（カエデ）

2017年
- A3!（佐久間咲也）
- 嘘月シャングリラ（ハティ〈少年〉）
- キャプテン翼 〜たたかえドリームチーム〜（ラーソン、王忠明）
- 誰ソ彼ホテル（阿鳥遥斗 ）

2018年
- 神獄塔 メアリスケルター2（ナイトメア・ジャック）
- ダッシュ!（リンファ）
- Death end re;Quest（レヴィン）
- ポポロクロイス物語 ナルシアの涙と妖精の笛（イアン、クロウ）
- キャプテン翼ZERO ～決めろ!ミラクルシュート～（来生哲兵）
- ワールドエンド・シンドローム（主人公）
- カルマオンライン -KARMA online-（アサシン）

2019年
- ラングリッサーI&II（エルウィン）
- ウィザーズ シンフォニー（エルリック・メオーラ）
- なむあみだ仏っ!-蓮台 UTENA-（イブリース）
- 乙女剣武蔵（源義経）
- ラストピリオド -巡りあう螺旋の物語-（ウィンター）

2020年
- ドトコイ（源英司）
- キャプテン翼 RISE OF NEW CHAMPIONS（来生哲兵、中尾昭男、武井和人）
- 神獄塔 メアリスケルターFinale（ジャック、ジュウ）
- ひめひび Another Princess Days 〜White or Black〜（仙僧供夢慈）

2021年
- 四ツ目神 -再会-（タガタ）
- Re;quartz零度（マナ）
- 鬼滅の刃 ヒノカミ血風譚（和巳）
- アルゴナビス from BanG Dream! AAside（若草あおい）

2022年
- eBASEBALLパワフルプロ野球2022（一ノ瀬塔哉）
- ユアマジェスティ（ハリー）
- Edge of Eternity（ヴォーン）

2024年
- アルゴナビス -キミが見たステージへ-（若草あおい）
- Death end re;Quest Code Z（レヴィン）

2025年
- モンスターストライク（フュンフ）

### BLゲーム
- Re;quartz零度（マナ）

### ドラマCD
- 乙女ゲー世界はモブに厳しい世界です（ブラッド[83]）※小説第6巻限定版及びシナリオブック付特装版付属
- ツインテール・ドリーマー内オリジナルドラマ[84]
- 艶が〜るドラマCD 徳川慶喜 本編 第一巻 柳の抄 「艶草子」（一橋慶喜）
- ボクラノキセキ（悪魔）※コミックス第8巻限定版付属
- レーカン!（扉の声）

### BLCD
- ひとりじめボーイフレンド（2014年－2021年、福重満）
  - ひとりじめマイヒーロー
  - ひとりじめマイヒーロー2
  - ひとりじめマイヒーロー3
  - ひとりじめマイヒーロー TVアニメ ドラマCD Vol.1
  - ひとりじめマイヒーロー4
- ミスターコンビニエンス（2016年、黄）
- さよなら恋人 またきて友だち（2016年、ユキ）
- 二人の恋の進展を見守って応援するBLCD 告白からはじめました。（2017年、姫野創士[85]）
- メスお兄さんの作り方（2018年、佐渡翔太）
- 雛鳥は汐風にまどろむ（2019年、島村和也）
- もみチュパ雄っぱぶ♂タイム（2019年－2021年、保）
  - もみチュパ雄っぱぶ♂タイム2
- ノーカラーベイビー（2019年、秋人）
- 好みじゃなかと（2019年、小宮）
- ラベルド・タイトロープ・ノット retire（2020年、松尾）
- 食卓で恋を （2021年、桐島桜）
- ごちそうΩはチュウと鳴く（古尾）

### 吹き替え

#### 映画
- ストレンジャーズ 地獄からの訪問者（2018年、ルーク〈ルイス・プルマン〉）
- フューチャーワールド（2018年、プリンス〈ジェフリー・ウォールバーグ〉）
- 神と共に（2019年、ドンヨン〈ディオ（EXO）〉）
- マリブ・レスキューチーム（2019年、タイラー〈リカルド・ウルタド〉）
- パリに見出されたピアニスト（2020年、マチュー〈ジュール・ベンシェトリ〉）
- 王朝の陰謀 判事ディーと天空の塔（2021年、ディー・レンチエ〈サムール・チャン〉[86]）
- 返校 言葉が消えた日（2021年、ヨウ・ションジェ〈パン・チンユー〉[87]）

#### ドラマ
- 王は愛する（2018年、チャンイ〈キ・ドフン〉）

#### アニメ
- シンビアパート（2021年、ヒョヌ[88]）

### デジタルコミック
2012年
- Beeマンガ 新宿スワン（白金）

2013年
- Beeマンガ カノジョは嘘を愛しすぎてる（矢崎哲平）
- UULA ホタルノヒカリ
- 好きっていいなよ。（竹村海）

2014年
- UULA エリートヤンキー三郎（前田直也）
- UULA 僕の初恋をキミに捧ぐ（生田成美）
- dビデオ powered by BeeTV 寄生獣（泉新一）
- VOMIC 魔神のガルド!
- マンガボックス 流転のテルマ（徳田徳丸）

2017年
- dTV 未成年だけどコドモじゃない（海老名五十鈴）

2018年
- dTV ういらぶ。 -初々しい恋のおはなし-（藤蛍太）

2019年
- ちゃおチャンネル キョーダイなんかじゃいられない!（泉夕陽）

2021年
- マンガMeeチャンネル かわいすぎる男子がお家で待っています（飯尾遥希）
- マンガMeeチャンネル ハタチまでになんとかシたい（黒川ユイ）

2022年
- マンガガ by ブックライブ 300年引きこもり、作り続けてしまった骨董品《魔導具》が、軒並みチート級の魔導具だった件（エドソン）
- 禁断書店 美醜の大地〜復讐のために顔を捨てた女〜（綿貫晋平）

### ラジオ
※はインターネット配信。
- 酒井・今井のRADIO ν WING（2015年 - 2016年、音泉※）
- 迷家‐マヨイガ‐「納鳴村 村役場広報課」（2016年、音泉※）
- &CAST!!!アワー ラブテン!（2019年、超A&G+※、&CAST!!!※[96]）
- &CAST!!!アワー ラブエール!（2019年、&CAST!!!※[97]）
- 真夜中エンカウント（2019年 - 、超A&G+※）

### 舞台
- 朗読劇「あの星に願いを」（2020年11月25日 - 29日、六行会ホール）
- MANKAI STAGE『A3!』ACT3! 2025 D公演（2025年4月24日 - 5月10日、KAAT神奈川芸術劇場 ホール） - 咲也の父 役（声のみ出演）[98]

### テレビ番組
※はインターネット配信。
- シラサカの白酒喝采!（2017年 - 2021年、ニコニコ生放送※[99]）
- 声優がドラマに出たらこうなりました。〜聖地創成プロジェクト〜 第１回〜第３回[100]（2020年、BS11）

### その他コンテンツ
- 新宿コネクティブ オーディオドラマ 深夜の窃盗団＜前編＞＜後編＞（2017年、佐蛹慶介[101][102]）
- 拝啓お母さん、飛ばされた世界でも元気に食堂手伝ってます! 〜蒼樹編〜　ASMR（2021年、蒼樹[103]）
- 白間美瑠のサクラバシ919「ユアマジェスティ ボイスドラマ」（2022年、ハリー、ラジオ大阪）

## ディスコグラフィ

### キャラクターソング
| 発売日   | 商品名                              | 歌                                                                   | 楽曲                           | 備考                                  |
| 2017年   | 2017年                              | 2017年                                                               | 2017年                         | 2017年                                |
| -------- | ----------------------------------- | -------------------------------------------------------------------- | ------------------------------ | ------------------------------------- |
| 2月15日  | MANKAI☆開花宣言                     | A3ders!                                                              | 「MANKAI☆開花宣言」            | ゲーム『A3!』主題歌                   |
| 5月24日  | A3! FIRST SPRING EP                 | 春組                                                                 | 「Spring has come!」           | ゲーム『A3!』主題歌                   |
| 5月24日  | A3! FIRST SPRING EP                 | ロミオ［佐久間咲也（酒井広大）］、ジュリアス［碓氷真澄（白井悠介）］ | 「僕らの絆」                   | ゲーム『A3!』主題歌                   |
| 5月24日  | A3! FIRST SPRING EP                 | 佐久間咲也（酒井広大）                                               | 「赤い髪のチェリーブロッサム」 | ゲーム『A3!』主題歌                   |
| 2018年   |                                     |                                                                      |                                |                                       |
| 3月7日   | 春夏秋冬☆Blooming!                  | A3ders!                                                              | 「春夏秋冬☆Blooming!」         | ゲーム『A3!』主題歌                   |
| 10月3日  | A3! VIVID SPRING EP                 | 春組                                                                 | 「春ですね。」                 | ゲーム『A3!』主題歌                   |
| 10月3日  | A3! VIVID SPRING EP                 | オズワルド［卯木千景（羽多野渉）］、リック［佐久間咲也（酒井広大）］ | 「嘘つきは魔法のはじまり」     | ゲーム『A3!』主題歌                   |
| 2019年   |                                     |                                                                      |                                |                                       |
| 6月26日  | A3! BRIGHT SPRING EP                | 春組                                                                 | 「Ever☆Blooming!」             | ゲーム『A3!』関連曲                   |
| 9月25日  | A3! BLOOMING LIVE 2019 Amazon特典CD | 佐久間咲也（酒井広大）                                               | 「春夏秋冬☆Blooming!」         | ゲーム『A3!』関連曲                   |
| 12月18日 | A3! MIX SEASONS LP                  | ウィル［佐久間咲也（酒井広大）］、ニック［向坂椋（山谷祥生）］       | 「MagiClap」                   | ゲーム『A3!』関連曲                   |
| 2020年   |                                     |                                                                      |                                |                                       |
| 2月5日   | Act! Addict! Actors!                | A3ders!                                                              | 「Act! Addict! Actors!」       | テレビアニメ『A3!』オープニングテーマ |
| 2月5日   | Act! Addict! Actors!                | 佐久間咲也（酒井広大）                                               | 「Act! Addict! Actors!」       | テレビアニメ『A3!』関連曲             |
| 5月20日  | Home/オレンジ・ハート               | 春組                                                                 | 「Home」                       | テレビアニメ『A3!』エンディングテーマ |
| 10月21日 | Circle of Seasons                   | A3ders!                                                              | 「Circle of Seasons」          | テレビアニメ『A3!』オープニングテーマ |
| 10月21日 | Circle of Seasons                   | 佐久間咲也（酒井広大）                                               | 「Circle of Seasons」          | テレビアニメ『A3!』関連曲             |
| 2021年   |                                     |                                                                      |                                |                                       |
| 3月24日  | A3! EVER LASTING LP                 | 佐久間咲也（酒井広大）                                               | 「モノローグ」                 | ゲーム『A3!』関連曲                   |
| 7月21日  | A3! SUNNY SPRING EP                 | 佐久間咲也（酒井広大）                                               | 「My Dictionary」              | ゲーム『A3!』関連曲                   |

### シリーズ一覧
1. ↑  シーズン1（2018年 - 2019年）、シーズン2『ジュニアユース編』（2023年 - 2024年）
2. ↑  SEASON SPRING & SUMMER（2020年）、SEASON AUTUMN & WINTER（2020年）
3. ↑  第1期（2021年）、第2期（2022年）
4. ↑  第1期（2021年）、第2期『2』（2023年）
5. ↑  Season1（2024年）、Season2（2026年）

### ユニットメンバー
1. 1 2 3 4  佐久間咲也（酒井広大）、皇天馬（江口拓也）、摂津万里（沢城千春）、月岡紬（田丸篤志）
2. 1 2  佐久間咲也（酒井広大）、碓氷真澄（白井悠介）、皆木綴（西山宏太朗）、茅ヶ崎至（浅沼晋太郎）、シトロン（五十嵐雅）
3. 1 2  佐久間咲也（酒井広大）、碓氷真澄（白井悠介）、皆木綴（西山宏太朗）、茅ヶ崎至（浅沼晋太郎）、シトロン（五十嵐雅）、卯木千景（羽多野渉）